# 大葉桑寄生
大葉桑寄生（学名：Taxillus liquidambaricolus）为桑寄生科鈍果桑寄生屬下的一个种。